# 요시다 유지
요시다 유지(일본어: 吉田 有志, 2002년 4월 22일~)는 일본의 축구 선수이다.

## 구단 경력
그는 J1리그의 세레소 오사카에 입단했다. 2019년부터 2020년까지 J3리그의 세레소 오사카 U-23에서 뛰었다. 26경기에 출전하여, 2득점을 넣었다.